# Jay Rifkin
Jay Rifkin é um produtor musical e produtor cinematográfico norte-americano.